# وايت ألين
وايت ألين (بالإنجليزية: Wyatt Allen)‏ هو مجدف أمريكي، ولد في 11 يناير 1979 في بورتلاند في الولايات المتحدة.

## وصلات خارجية
- وايت ألين على موقع الاتحاد الدولي للتجديف (الإنجليزية)
- وايت ألين على موقع اللجنة الأولمبية الدولية (الإنجليزية)
- وايت ألين على موقع أوليمبيديا (الإنجليزية)